# 森島健男
森島 健男（もりしま たてお、1922年 (大正11年) 1月1日  - 2020年 (令和2年) 8月16日）は、日本の剣道家、元警視庁警察官。称号は剣道範士、警視庁剣道名誉師範。段位は元九段（2000年 (平成12年) 返上）。

## 経歴

### 青年期
熊本県上益城郡益城町出身。旧制中学校で武道専門学校（4期）出身の水野尾清から剣道を学び始める。水野は、試合ばかりやっていると将来伸びないとして基本稽古を重視したため、試合は1回戦で負けていたという。
1939年（昭和14年）、国士舘専門学校国語漢文剣道科に入学し、斎村五郎、小川忠太郎に師事する。1943年（昭和18年）に卒業。
1945年（昭和20年）、陸軍に召集される。アメリカ軍の本土上陸を阻止する内地部隊に所属し鹿児島県に駐屯するが、同年8月15日に終戦を迎える。

### 警察官時代
1948年（昭和23年）、上京し警視庁巡査に任官。当時はGHQ指令の影響で剣道が禁止され、警棒術を訓練していた。警視庁では斎村五郎、小川忠太郎、持田盛二に師事。笹森順造に1年間小野派一刀流を学ぶ。
1951年（昭和26年）及び1954年（昭和29年）、池袋署員として警視庁対署課隊試合個人戦に出場し優勝。
1952年（昭和27年）、警視庁予備隊（現在の機動隊）隊長伝令として血のメーデー事件に出動。竹槍や釘を刺したバットで襲いかかってくる暴徒と命がけで対峙する。
1975年（昭和50年）、警視庁剣道主席師範に就任。1979年（昭和54年）、警視庁を退職。

### 退職後
警察大学校教授、野間道場師範、明治大学剣道部名誉師範、明治神宮至誠館名誉師範、乃木神社尚武館道場師範、東京都剣道連盟審議員、相談役、全日本剣道連盟常任理事、審議員、副会長、相談役を歴任。
2000年（平成12年）、全日本剣道連盟の段位制度改正（九段以上の審査廃止）に伴い、全日本剣道連盟副会長を務める森島は九段を自主返上した。
2020年（令和2年）8月16日、逝去。

## 受賞
- 日本武道協議会武道功労者表彰（2003年度）
- 全日本剣道連盟剣道特別功労賞（2009年度）